# 명예형
명예형(名譽刑)은 자격형이라고도 하며, 형벌을 받는 사람의 명예를 박탈하는 것이다. 즉, 범인의 명예 또는 자격을 박탈하는 것을 내용으로 하는 형벌이다. 형법이 규정하고 있는 자격형으로는 자격상실과 자격정지가 있다.

## 종류

### 없어진 형벌
- 부관참시

### 현존하는 형벌
- 자격상실
- 자격정지

## 같이 보기
- 사형